# Malagondanahalli, Chiknayakanhalli
Malagondanahalli là một làng thuộc tehsil Chiknayakanhalli, huyện Tumkur, bang Karnataka, Ấn Độ.